# Élection gouvernorale de 2020 en Utah
L'élection gouvernorale de 2020 en Utah a lieu le 3 novembre 2020 afin d'élire le gouverneur et le lieutenant-gouverneur de l'État américain de l'Utah.
Le lieutenant-gouverneur sortant républicain Spencer Cox l'emporte avec 63 % des voix.

## Contexte
Gouverneur de l'Utah depuis 2009, Gary Herbert ne se représente pas. Son lieutenant-gouverneur Spencer Cox prend lui la décision de se présenter pour succéder à Herbert.

## Système électoral
Le gouverneur de l'Utah et le lieutenant-gouverneur de l'Utah sont élus pour un mandat de quatre ans au scrutin uninominal majoritaire à un tour.

## Primaire républicaine

### Candidats
- Spencer Cox, lieutenant-gouverneur de l'Utah
  - colistier : Deidre Henderson, sénatrice de l'Utah
- Greg Hughes, ancien président de la chambre des représentants de l'Utah
  - colistier : Victor Iverson, chef de la commission du comté de Washington
- Jon Huntsman, Jr., ancien gouverneur de l'Utah
  - colistier : Michelle Kaufusi, maire de Provo
- Thomas Wright, ancien président du Parti républicain de l'Utah
  - colistier : Rob Bishop, représentant des États-Unis pour le 1er district de l'Utah

### Résultats
| Candidat et colistier | Candidat et colistier              | Voix    | %     |  |
| --------------------- | ---------------------------------- | ------- | ----- |  |
|                       | Spencer Cox Deidre Henderson       | 190 565 | 36,15 |  |
|                       | Jon Huntsman, Jr. Michelle Kaufusi | 184 246 | 34,95 |  |
|                       | Greg Hughes Victor Iverson         | 110 835 | 21,02 |  |
|                       | Thomas Wright Rob Bishop           | 41 532  | 7,88  |  |
|                       |                                    |         |       |  |
| Total                 | Total                              | 527 178 | 100   |  |

## Primaire démocrate

### Candidats
- Chris Peterson, professeur de droit
  - colistier : Karina Brown, activiste communautaire

### Résultats
| Candidat et colistier | Candidat et colistier       | Voix    | %   |  |
| --------------------- | --------------------------- | ------- | --- |  |
|                       | Chris Peterson Karina Brown | inconnu | 100 |  |
|                       |                             |         |     |  |
| Total                 | Total                       | inconnu | 100 |  |

## Autres partis et candidats
- Gregory Duerden (Parti indépendant américain)
  - colistier : Wayne Hill
- Daniel Cottam, chirurgien (Parti libertarien)
  - colistier : Barry Short, homme d'affaires

## Résultats
| Candidat et colistier    | Candidat et colistier        | Parti                    | Voix      | %     |
| ------------------------ | ---------------------------- | ------------------------ | --------- | ----- |
|                          | Spencer Cox Deidre Henderson | Républicain              | 918 754   | 62,98 |
|                          | Chris Peterson Karina Brown  | Démocrate                | 442 754   | 30,35 |
|                          | Daniel Cottam Barry Short    | Libertarien              | 51 393    | 3,52  |
|                          | Gregory Duerden Wayne Hill   | Indépendant              | 25 810    | 1,77  |
|                          | Candidats par écrit          | Candidats par écrit      | 20 167    | 1,38  |
|                          |                              |                          |           |       |
| Votes valides            | Votes valides                | Votes valides            | 1 458 878 | 96,24 |
| Votes blancs et nuls     | Votes blancs et nuls         | Votes blancs et nuls     | 56 967    | 3,76  |
| Total                    | Total                        | Total                    | 1 515 845 | 100   |
| Abstention               | Abstention                   | Abstention               | 166 667   | 9,91  |
| Inscrits / participation | Inscrits / participation     | Inscrits / participation | 1 682 512 | 90,09 |